# Alain Ducasse
Pour les articles homonymes, voir Ducasse.
Alain Ducasse, né le 13 septembre 1956 à Orthez (Pyrénées-Atlantiques), est un chef cuisinier. Longtemps français, il renonce à sa citoyenneté française en 2008 en devenant Monégasque.
Alain Ducasse obtient trois étoiles au Guide Michelin avec trois établissements différents : Le Louis XV à l’hôtel de Paris Monte-Carlo en 1990, Alain Ducasse au Plaza Athénée à Paris en 1997 et Alain Ducasse at The Dorchester à Londres en 2010. En 2023, il est le chef cuisinier le plus étoilé au monde avec 21 étoiles Michelin obtenues à travers ses différents restaurants.
Il est président de Châteaux et Hôtels Collection depuis 1999 (près de 700 établissements) et dirigeant du groupe Alain Ducasse, une société d’hôtellerie-restauration. En 2012, il est classé 94e des 100 personnalités les plus influentes du monde par Forbes.
Le 15 avril 2013, Restaurant lui remet le Lifetime Achievement Award en faisant partie de la liste Sanpellegrino des cinquante meilleurs restaurants du monde.

## Biographie

### Enfance
Alain Ducasse naît le 13 septembre 1956 à Orthez dans les Pyrénées-Atlantiques et est élevé à Castel-Sarrazin dans les Landes, où sa famille tient une ferme en Chalosse. Il est issu d’une famille d’agriculteurs et est petit-fils de menuisier.
Dans la ferme familiale, il éduque son palais : « La Chalosse représente pour moi la mesure étalon des goûts originels. Du foie gras, du confit, des palombes, des cèpes… Pour le déjeuner, il suffisait d’aller dans le jardin potager pour cueillir les artichauts, les haricots, les tomates et les piments. C’étaient les plus beaux légumes du monde. Et j’allais pêcher les anguilles, les brochets et les goujons. La seule chose que l’on achetait, c’était le beurre. »

### Apprentissage
À 16 ans, il entre en apprentissage au restaurant le Pavillon Landais de Soustons. Il intègre ensuite le lycée d'hôtellerie et de tourisme de Gascogne à Talence. Il quitte le lycée quelques mois avant l'obtention de son diplôme.
En 1975, il commence sa carrière chez Michel Guérard, chef cuisinier (à l'époque doublement étoilé) à Eugénie-les-Bains. Au fil de ces deux années, il effectue quelques passages chez le pâtissier normand Gaston Lenôtre.
En 1977, il s’initie à la cuisine provençale pour laquelle il a une attirance particulière, avec Roger Vergé au Moulin de Mougins, près de Cannes. En 1978, il est le disciple d’Alain Chapel à Mionnay. Alain Chapel lui transmet l'amour du produit, le souci de la perfection et « le bonheur de cuisiner, c’est-à-dire de susciter le plaisir de ses hôtes »[réf. nécessaire].

### La Terrasseà Juan-les-Pins
En 1980, Roger Vergé lui offre la place de chef cuisinier de son restaurant L’Amandier à Mougins. Il devient ensuite chef cuisinier à La Terrasse de l’Hôtel Juana de Juan-les-Pins où il obtient ses deux premières étoiles au Guide Michelin en 1984.

### Accident
À 27 ans, il est victime d'un accident d’avion de tourisme : le Piper Aztec, qui le mène de Cannes à l'hôtel Byblos des Neiges de Courchevel pour une réunion de chantier, s’écrase le 9 août 1984 avec cinq passagers à bord. Grièvement blessé et seul survivant, il subit treize opérations et passe une année à l’hôpital.

### LeLouis XVde Monte-Carlo
En 1987, la Société des bains de mer de Monaco lui lance le défi de créer le restaurant gastronomique Le Louis XV à l’hôtel de Paris Monte-Carlo. Ce palace est le plus prestigieux et luxueux de Monaco, voisin du Casino de Monte-Carlo. À 33 ans, il obtient la prestigieuse troisième étoile du Guide Michelin pour Le Louis XV. L'hôtel de Paris devient le premier palace du monde à obtenir une telle distinction. Le Louis XV reçoit également en 2003 le tout premier Prix Villegiature en tant que Meilleur restaurant d'Hôtel en Europe et récompense le travail des équipes d'Alain Ducasse par un jury de journalistes du monde entier.
En 1995, il fonde La Bastide de Moustiers à Moustiers-Sainte-Marie, une auberge de charme de douze chambres qui obtient une étoile au Guide rouge en 2002. Il quitte alors les fourneaux et devient le premier grand chef trois étoiles à assurer le succès de grandes tables sans être personnellement en cuisine.

### LeConcorde
Pour célébrer le passage à l'an 2000, entre le 15 décembre 1999 et le 15 janvier 2000, il se charge de la préparation des repas servis lors des vols Paris-New York et New York-Paris de l'avion supersonique Concorde.

### Alain Ducasse à Paris
Le 12 août 1996, il reprend l’ancien restaurant de l’Hôtel du Parc (Marriott depuis 2007) de Joël Robuchon, au 59 de l'avenue Raymond-Poincaré, dans le 16e arrondissement de Paris, qu’il renomme Alain Ducasse. Après huit mois d’ouverture, il obtient une seconde fois trois étoiles au guide rouge Michelin, alors que son restaurant le Louis XV perd une étoile. Franck Cerutti (de) l'y remplace.
En 1998, Le Louis XV retrouve sa troisième étoile. Alain Ducasse est alors le seul chef vivant à cumuler six étoiles au guide Michelin. Eugénie Brazier l'a précédé en 1933 dans ce club très fermé. Marc Veyrat en 2001 et Thomas Keller en 2006 les rejoignent.
En 1999, il reprend avec Laurent Plantier Châteaux et Hôtels de France, une chaîne de plus de 500 établissements de prestige, et en devient le président,. Un an plus tard, en 2000, il transfère son restaurant parisien Alain Ducasse de l'avenue Raymond-Poincaré au Plaza Athénée de l'avenue Montaigne. Après cinq mois d'ouverture, le nouveau restaurant obtient trois étoiles au guide Michelin.
En 2009, il ouvre une école de cuisine,. Il fait de l'École nationale supérieure de la pâtisserie au château de Montbarnier (d) à Yssingeaux un campus de l'École Ducasse, le campus principal parisien quittant en 2020 Argenteuil pour Meudon. Des antennes ouvrent aux Philippines et en Inde.
En 2018, il ouvre une péniche offrant des « balades gourmandes ».
En 2021, il annonce sa séparation avec le Plaza Athénée après 20 ans de collaboration.
Le 1er septembre 2022, il ouvre une nouvelle enseigne de biscuits haut de gamme, Le Biscuit, rue de la Roquette, dans le 11e arrondissement de Paris,.

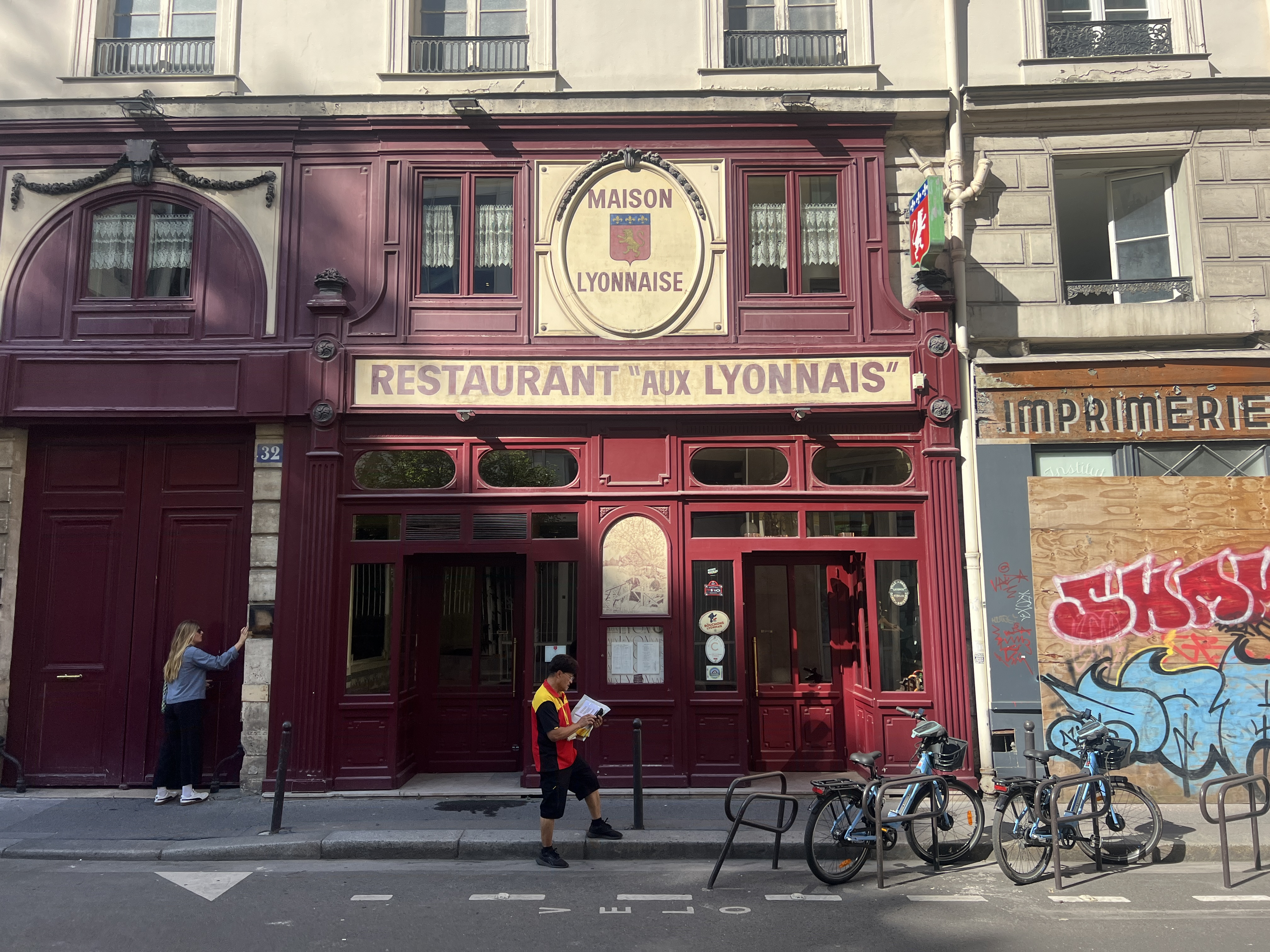
Le restaurant parisien Aux Lyonnais qu'Alain Ducasse confie à Marie-Victorine Manoa en septembre 2021.

En septembre 2021, il confie les commandes de son restaurant historique du 2e arrondissement de Paris Aux Lyonnais à Marie-Victorine Manoa. En tant que seul bouchon parisien, le restaurant est spécialisé dans les quenelles,,.

## Vie privée

### Changement de nationalité
Le 23 juin 2008, Alain Ducasse est naturalisé monégasque par ordonnance personnelle du prince Albert II. La nationalité monégasque étant exclusive, il renonce à toute autre nationalité.

### Situation fiscale
En juillet 2018, un article de Mediapart détaille l'organisation des sociétés d'Alain Ducasse autour d'un montage financier belgo-monégasque. À Monaco, la société Cooking Consultant est une « boîte noire dont on ignore les actionnaires, le chiffre d'affaires et les profits ». Alain Ducasse indique en être l'actionnaire majoritaire. Son groupe Ducasse Paris (100 millions de CA, 1 350 salariés) est placé sous la holding Ducasse Développement (« coquille belge qui n'emploie aucun salarié »). Mediapart questionne également la domiciliation réelle d'Alain Ducasse : les mécanismes d'optimisation détaillés dans l'article restent légaux si, et seulement si, le citoyen monégasque réside dans la principauté.

### Fortune
Le magazine Forbes estime les revenus annuels d'Alain Ducasse à 5 millions de dollars en 2008.
En 2012, toujours selon le magazine Forbes, Alain Ducasse est le 6e chef cuisinier le plus riche du monde avec une fortune personnelle estimée à 12 millions de dollars, soit l'équivalent de 9,7 millions d'euros.
En 2015, le magazine Challenges estime la fortune d'Alain Ducasse à 82 millions d'euros, faisant du chef la 500e plus grande fortune de France.

### Prise de position politique
Le 3 mai 2017, il appelle à voter pour Emmanuel Macron à l'élection présidentielle. Le 29 mai, après sa victoire, il est chargé d'organiser le déjeuner du chef d'État français avec Vladimir Poutine au château de Versailles, et le 13 juillet le dîner de Donald et Melania Trump avec le couple présidentiel français dans le restaurant Jules Verne de la tour Eiffel.

## Groupe Alain Ducasse
Par le biais du Groupe Alain Ducasse, il rachète des restaurants, ouvre des hôtels, conclut des partenariats dans le monde entier. Le groupe compte plus de 1 400 collaborateurs à Monaco, en France, aux États-Unis, au Japon, au Royaume-Uni, en Suisse, en Chine, à l'île Maurice, au Maroc, en Tunisie, en Italie ou encore au Liban.
Le groupe Alain Ducasse enregistre un chiffre d'affaires de 100 millions d'euros pour l'année 2021.
1998 : il crée le Spoon, Food & Wine à Paris qu’il décline en :
- Spoon des Îles à l'île Maurice en 1999
- Spoon + at Sanderson à Londres en 2000 - 2007
- Spoon@Byblos à Saint-Tropez en 2002
- Spoon Food & Wine à Hong Kong - en 2003
- Spoon des Neiges à Gstaad en Suisse en 2003
- Spoon Atlas à Marrakech au Maroc en 2003
- Spoon Carthage à Carthage en Tunisie en 2004

1999 : il devient président de la chaîne Châteaux et Hôtels de France, une chaîne de plus de 500 établissements de prestige. Il crée :
- L'hostellerie de l'abbaye de La Celle à La Celle dans le Var, une maison bourgeoise du XVIIIe siècle dotée de dix chambres. Chef de cuisine Benoit Witz.
- Les restaurants bar & bœuf du complexe Sporting Monte-Carlo.
- Un centre de formation professionnelle ADF Conseils & Formation à Argenteuil dans le Val-d'Oise, pour déceler de nouveaux talents.
- Une école de cuisine pour les amateurs 55, boulevard Malesherbes à Paris.

2000 :
- le 19 juin, il crée le restaurant Alain Ducasse at the Essex House à New York (4 étoiles au New York Times en 2001 et 5 étoiles au guide Mobil[Quoi ?]).
- Il transfère son restaurant parisien Alain Ducasse de l'avenue Raymond-Poincaré au Plaza Athénée de l'avenue Montaigne. Chef de cuisine Jean-François Piége.
- Le 59POINCARE du 59, avenue Raymond-Poincaré de Paris.

2001 : il obtient trois étoiles pour son restaurant Alain Ducasse du Plaza Athénée après cinq mois d'activité.
2002 :
- Il reprend le restaurant-bar Iparla de Bidarray au pays basque
- Il reprend le bistrot Aux Lyonnais de Paris.
- Il crée Le boulangépicier à Paris.
- Bloomberg News estime le chiffre d'affaires de l'ensemble des activités de son groupe à $15,9 millions pour l'année 2002[28].

2003 : il crée
- Le Mix, son second restaurant à New York.

2004 : il ouvre
- L'auberge de campagne L'Andana Tenuta La Badiola à Castiglione della Pescaia, Grosseto, en Toscane, Italie
- L'auberge L'Hôtel Ostapé sur les hauteurs du village de Bidarray au pays basque
- Le Tamaris à Beyrouth au Liban.
- Rivea à Las Vegas au dernier étage du palace Mandalay Bay Resort and Casino.
- Le Beige au dernier étage de la boutique Chanel à Tokyo.

2005 :
- Il ouvre le bistrot Benoît dans le 4e arrondissement de Paris.
- Il développe l'auberge le Domaine des Andéols dans le Luberon qu'il intègre au réseau des Châteaux et Hôtels de France. Chef de cuisine Albert Boronat
- Il crée le restaurant Benoît Tokyo dans le quartier d'Aoyama à Tokyo au Japon. Chef de cuisine Massimo Pasquarelli

2007 : à partir du 1er janvier, il gère la concession de neuf ans des restaurants de la tour Eiffel (associé à Sodexo) :
- Altitude 95 : restaurant du 1er étage
- Le Jules Verne : restaurant gastronomique du 2e étage (jusqu'en 2018)
- Les points de restauration rapide situés sur le parvis, aux 1er et 2e étages

Le 13 novembre 2007 :
- Alain Ducasse at The Dorchester à Londres : ouverture du restaurant gastronomique, 2 étoiles au Michelin Great Britain 2009. Meilleur nouveau restaurant 2009 au Zagat.

2010 : Le Alain Ducasse at The Dorchester obtient 3 étoiles au Michelin Great Britain.
2013: Alain Ducasse reprend le bistrot Allard dans le 6e arrondissement rue Saint-André-des-Arts, en plein centre historique de Paris. Le 2 septembre, il reprend les cuisines du palace Le Meurice.
2015 : Alain Ducasse se sépare de son associé historique Laurent Plantier et prend seul les rênes du groupe.
Le chiffre d'affaires 2015 généré par ses activités est de 44 millions d'euros.
2016 : Au sein du château de Versailles, dans le pavillon Dufour, il ouvre le 13 septembre Ore ("bouche" en latin, désignant ici la bouche du roi), un restaurant contemporain à la carte variée proposant la journée des classiques de la cuisine française comme des assiettes légères, des desserts et des pâtisseries. Le soir, le restaurant se privatise pour proposer un dîner rappelant les grands festins royaux du règne de Louis XIV.
Le groupe Alain Ducasse ne possède quasiment aucun de ses restaurants. Il est rémunéré par redevances pour ses activités de conseil (placement de personnel en cuisine ou en salle, définition des menus…).
Alain Ducasse a repris avec son partenaire Guillaume Multrier, le fondateur du groupe Hotel & Food Disrupt Partners, l'établissement de Marc Meneau, L'Espérance à Saint-Père.
Il achète dernièrement[Quand ?] 20 % du holding[réf. nécessaire] de la société de bourse Vega Finance.
2018 : au sein de la Maison de la Mutualité, le restaurant Cucina Mutualité ouvre ses portes en septembre 2018.
2019 : Le magazine Challenges estime le chiffre d'affaires annuel du groupe Alain Ducasse à 115 millions d'euros en 2019. En juin 2019, Alain Ducasse cède 51% de ses écoles de cuisine Ducasse Education au fonds de private equity Eurazeo. Alain Ducasse reste actionnaire minoritaire de Ducasse Education à hauteur de 49 %.

## Distinctions

### Décorations
Alain Ducasse est nommé au grade de chevalier dans l'ordre national du Mérite en 1996.
Le 31 décembre 2003, il est nommé au grade de chevalier dans l'ordre national de la Légion d'honneur au titre de « restaurateur ; 30 ans d'activités professionnelles », puis fait chevalier le 15 mars 2004. Il est promu au grade d'officier le 3 juillet 2024 au titre de « chef cuisinier, président-fondateur d'un groupe spécialisé dans les domaines de la cuisine et de l'art de vivre ».

### Prix
- 2015 : meilleur ouvrier de France (MOF) honoris causa
- 2017 : prix Eckart-Witzigmann[35]
- 2019 : entrée dans l'académie des « Toques d'or » du Gault et Millau[36].

## Publications

### Livres de cuisine
- Alain Ducasse et Marianne Comolli (photogr. Jean-Louis Bloch-Laine), La Riviera d’Alain Ducasse, Éditions Albin Michel, 20 novembre 1992, 296 p. (EAN 9782226053947)
- (en) Alain Ducasse (photogr. Hartmut Kiefer), Spoon, food and wine, Éditions Agnès Viénot, 28 novembre 2000 (ISBN 978-2911606557)
- Alain Ducasse, Rencontres savoureuses : Petit traité de l’excellence française, Plon, 1er octobre 1999, 253 p. (ISBN 978-2259191050)
- Alain Ducasse (ill. Florine Asch), Dictionnaire amoureux de la cuisine, Plon, coll. « Dictionnaire amoureux », 23 octobre 2003, 576 p. (ISBN 978-2-259-19713-7)
- (en) Alain Ducasse, Christophe Moret, Frédéric Robert, Massimo Luvara et David Belin, Spoon Cook Book, Éditions Alain Ducasse, 8 décembre 2004, 456 p. (ISBN 978-2848440064)
- Alain Ducasse, Paule Neyrat et Christophe Saintagne, Nature : Simple, sain et bon, Éditions Alain Ducasse, 29 octobre 2009, 359 p. (ISBN 978-2841232628)
- Alain Ducasse et Jean-Marie Hiblot (ill. Jean-Jacques Sempé), Le Petit Nicolas et Alain Ducasse font des gâteaux, IMAV éditions, 2016, 144 p. (ISBN 978-2365901284)
- Alain Ducasse, Romain Meder, Jessica Prealpato et Nicolas Châtenier (photogr. Philippe Vaurès Santamaria), Le Grand livre de la Naturalité, Éditions Alain Ducasse, 2020, 479 p. (ISBN 978-2379450686)

### Encyclopédies culinaires
En 2001, Alain Ducasse fait paraître le premier tome d'une nouvelle encyclopédie culinaire : Le Grand Livre de Cuisine d'Alain Ducasse. Pour l'éditer, il fonde sa propre maison d'édition : Les éditions d'Alain Ducasse. Chaque tome fait appel à ses collaborateurs : Jean-François Piège, son chef pâtissier de toujours, Frédéric Robert, Christophe Saintagne, etc.
1. Alain Ducasse, Grand Livre de Cuisine d'Alain Ducasse, Éditions Alain Ducasse, 2001 (ISBN 978-2848440002)
2. Alain Ducasse et Frédéric Robert, Grand Livre de Cuisine d'Alain Ducasse : Desserts et pâtisserie, Éditions Alain Ducasse, 2002 (ISBN 2951647352)
3. Alain Ducasse, Grand Livre de Cuisine d'Alain Ducasse : Bistrots, brasseries et restaurants de tradition, Éditions Alain Ducasse, 2004 (ISBN 978-2848440521)
4. Alain Ducasse, Grand Livre de Cuisine d'Alain Ducasse : Méditerranée, Éditions Alain Ducasse, 2004 (ISBN 978-2951647367)
5. Alain Ducasse, Grand Livre de Cuisine d'Alain Ducasse : Tour du monde, Éditions Alain Ducasse, 2007 (ISBN 978-2848440392)
6. Alain Ducasse, Grand Livre de Cuisine d'Alain Ducasse : Best Of, Éditions Alain Ducasse, 2010 (ISBN 978-2841233083)
7. Alain Ducasse et Joël Robuchon, Grand Livre de Cuisine d'Alain Ducasse : Best Of, Éditions Alain Ducasse, 2013 (ISBN 978-2841236183)

### Filmographie
- La Quête d'Alain Ducasse, film documentaire réalisé par Gilles de Maistre, produit par Outside Films, sorti au cinéma en 2017.